# Visconte Hereford
Visconte Hereford, è un titolo fra i pari d'Inghilterra creato per la prima volta nel 1550 in favore di Walter Devereux, IX barone Ferrers di Chartley. Esso è il più antico titolo di visconte dell'Inghilterra. Il visconte Hereford è inoltre l'unico dei tre visconti titolati inglesi a non disporre di un titol più alto. Il cognome della famiglia è pronunciato come "Deverooks".

## Storia

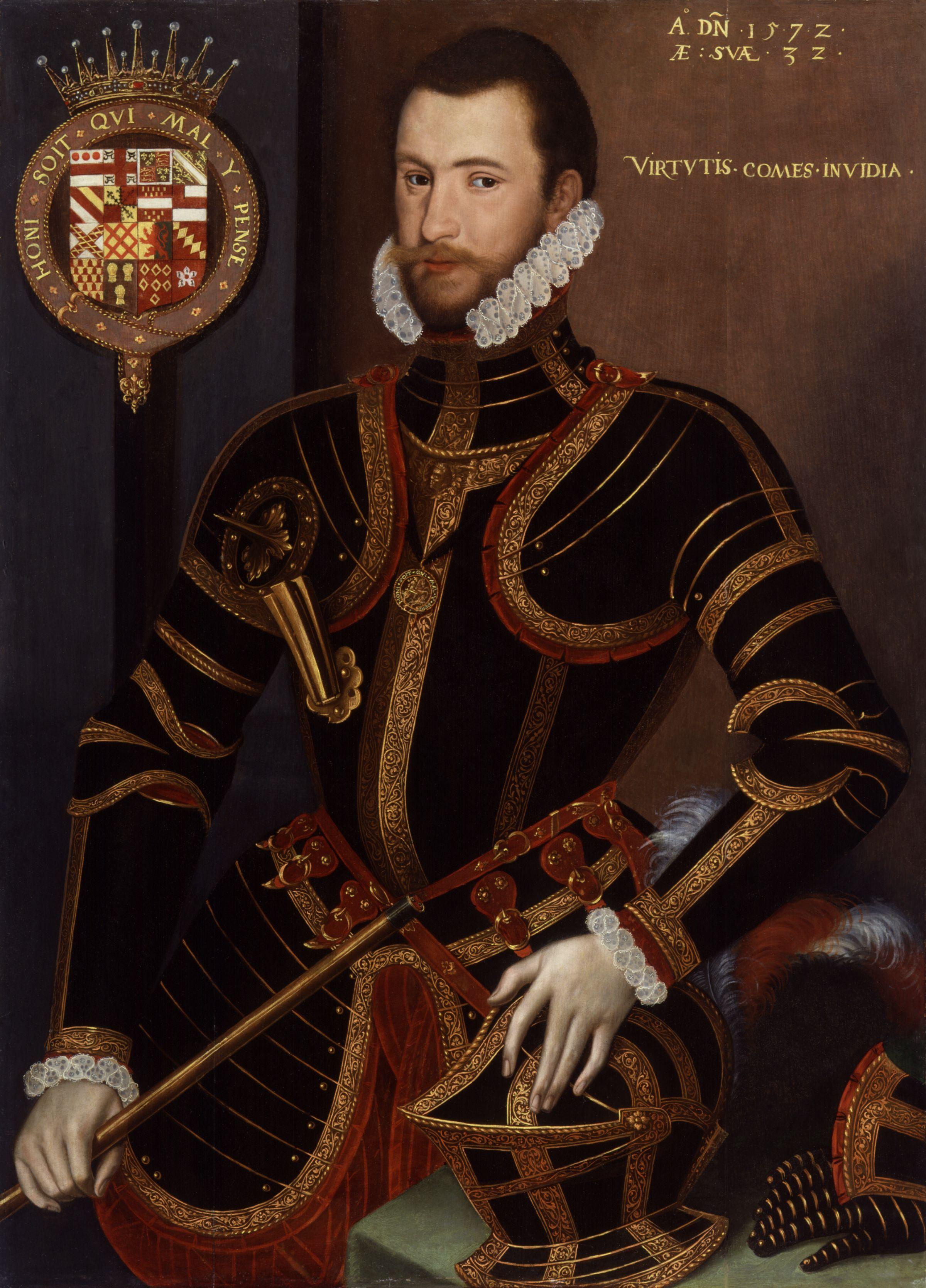
Walter Devereux, I conte di Essex, già visconte Hereford, in un ritratto d'epoca

La famiglia Devereux è di origini normanne e pervenne in Inghilterra dopo la conquista del 1066, insediandosi a Lyonshall ed a Bodenham, nell'Herefordshire. Sir Walter Devereux (m. 1485), sposò Anne Ferrers, VII baronessa Ferrers di Chartley (m.1469) (vedi Barone Ferrers di Chartley per le origini di questo titolo). Egli venne pertanto chiamato al parlamento come lord Ferrers di Chartley in virtù dei diritti della moglie. Devereux venne ucciso nella Battaglia di Bosworth Field nel 1485. Il loro figlio, l'ottavo barone, sposò Cicely, figlia di William Bourchier, visconte Bourchier, figlio di Henry Bourchier, I conte di Essex e V barone Bourchier) (vedi Barone Bourchier per altre informazioni sulla famiglia Bourchier). Questi venne succeduto da suo figlio, il nono barone, che prestò servizio con distinzione nelle guerre contro la Francia volute da Enrico VIII e venne onorato nel 1550 del titolo di Visconte Hereford nella parìa d'Inghilterra. 
Questi venne succeduto da suo nipote, il secondo visconte, figlio di sir Richard Devereux, secondo figlio del primo visconte. Egli fu un soldato di rilievo durante il regno di Elisabetta I d'Inghilterra. Lord Hereford fu feldmaresciallo delle forze inviate a sedare la Ribellione del nord del 1569 e guidò la spedizione che occupò Ulster nel 1573. Nel 1570 questi venne succeduto dal suo cugino di primo grado come ottavo barone Bourchier in discendenza dalla sua bisnonna Cecily Bourchier. Nel 1572 la contea di Essex tenuta dalla famiglia Bourchier (che si era estinta nel 1540) venne ricreata nella parìa d'Inghilterra. Alla sua morte i titoli passarono a suo figlio Robert, il secondo conte, che fu il famoso cortigiano, soldato e favorito della regina Elisabetta I. Ad ogni modo, lord Essex successivamente tentò di sollevare una ribellione a Londra contro la stessa sovrana per assurgere al potere e per questo venne condannato a morte per alto tradimento e decapitato alla Torre di Londra il 25 febbraio 1601, con conseguente cancellazione dei suoi titoli. 
Ad ogni modo, suo figlio Robert venne restaurato nei suoi titoli nel 1603 e divenne il terzo conte. Successivamente egli combatté nelle file dei parlamentari nella Guerra civile inglese, guidandoli contro Carlo I nella Battaglia di Egdehill, la più importante battaglia della Guerra civile. Morì il 14 settembre 1646 e venne sepolto nell'Abbazia di Westminster il 19 ottobre successivo, con la partecipazione di entrambe le case parlamentari. Alla morte di lord Essex la contea di Essex si estinse mentre la baronia di Ferrers di Chartley e la baronìa di Bourchier vennero abbandonate.
Egli venne succeduto nella vicecontea di Hereford dal suo primo cugino, sir Walter Devereux, II baronetto, di Castle Bromwich, il quale divenne così il quinto visconte Hereford. Questi era figlio di sir Edward Devereux, I baronetto, di Castle Bromwich, quarto figlio del primo visconte. Lord Hereford era già stato rappresentante di Worcester, Tamworth e Lichfield nella Camera dei comuni. 
I passaggi di titoli continuarono suo a suo nipote, il settimo conte, nel 1683. L'ultimo visconte morì all'età di soli nove anni e venne succeduto da suo fratello minore, l'ottavo conte. Questi morì in tenera età senza eredi e venne succeduto da suo cugino di secondo gradoi, il nono visconte, che era un pronipote di sir George Devereux, fratello del quinto conte e già aveva servito come membro del parlamento per Montgomery prima della sua successione nel 1700. Fu Lord Luogotenente del Montgomeryshire dal 1711 al 1714. 
Suo figlio, il decimo visconte, rappresentò Montgomery in Parliament al parlamento per più di vent'anni sino alla sua successione nel 1740. Morì senza eredi maschi e venne succeduto da un suo parente, l'undicesimo visconte. Questi era discendente in quarta generazione del già menzionato sir George Devereux, fratello del quinto visconte. 
Lord Hereford venne succeduto dal suo figlio maggiore, il dodicesimo visconte. Questi morì senza figli ed alla sua morte nel 1783 i titoli passarono a suo fratello minore, il tredicesimo visconte, il quale trasferì la sede principale della sua famiglia Montgomeryshire a Pencoyd nel Brecknockshire. Questi venne succeduto da suo figlio, il quattordicesimo visconte, che fu un politico Tory e prestò servizio sotto il duca di Wellington come Captain of the Honourable Band of Gentlemen Pensioners dal 1828 al 1830 e sotto sir Robert Peel come Captain of the Honourable Corps of Gentlemen-at-Arms dal 1834 al 1835.
Il quindicesimo visconte, il reverendo Robert, fu canonico di Durham. Dal 1924 il diciassettesimo visconte risiedette ad Hampton Court, nell'Herefordshire, che venne poi venduta da suo nipote, il diciottesimo visconte, nel 1972.
Il diciottesimo visconte scelse invece di abitare a Haseley Court, nell'Oxfordshire, che venne abbandonata nel 1982, quando si stabilì definitivamente a Lyford Cay, presso Nassau, nelle Bahamas.
Dal 2004 i titoli passarono al suo figlio primogenito, il diciannovesimo visconte. 
Il titolo di baronetto Devereux, di Castle Bromwich nella contea di Warwick, venne crato tra i Baronetti di England nel 1611 per Edward Devereux, di Castle Bromwich Hall, quarto figlio del primo visconte Hereford. Già in precedenza questi aveva rappresentato Tamworth nella Camera dei comuni. Suo figlio, il second baronetto, succedette al suo cugino di primo grado come terzo conte di Essex e quinto visconte Hereford nel 1646.

## Visconti di Hereford (1550)
- Walter Devereux, I visconte Hereford (1489–1558)
  - sir Richard Devereux (m. 1547)
- Walter Devereux, II visconte Hereford (1539–1576) (creato Conte di Essex nel 1572)

## Conti di Essex (1572)
- Walter Devereux, I conte di Essex, II visconte Hereford (1539–1576)
- Robert Devereux, II conte di Essex, III visconte Hereford (1566–1601)
- Robert Devereux, III conte di Essex, IV visconte Hereford (1591–1646)
  - Robert Devereux, visconte Hereford (1632–c. 1638)

## Visconti Hereford; ricreato dal 1550
- Walter Devereux, V visconte Hereford (1578–1658)
- Leicester Devereux, VI visconte Hereford (1617–1676)
- Leicester Devereux, VII visconte Hereford (1674–1683)
- Edward Devereux, VIII visconte Hereford (1675–1700)
- Price Devereux, IX visconte Hereford (1664–1740)
- Price Devereux, X visconte Hereford (1694–1748)
- Edward Devereux, XI visconte Hereford (m. 1760)
- Edward Devereux, XII visconte Hereford (1740–1783)
- George Devereux, XIII visconte Hereford (1744–1804
- Henry Devereux, XIV visconte Hereford (1777–1843)
  - Henry Cornewall Devereux (1807–1839)
- Robert Devereux, XV visconte Hereford (m. 1855)
- Robert Devereux, XVI visconte Hereford (1843–1930)
- Robert Charles Devereux, XVII visconte Hereford (1865–1952)
  - Robert Godfrey de Bohun Devereux (1894–1934)
- Robert Milo Leicester Devereux, XVIII visconte Hereford (1932–2004)
- (Charles) Robin De Bohun Devereux, XIX visconte Hereford (n. 1975)

L'erede presuntivo dell'attuale detentore del titolo è suo fratello minore, Edward Mark de Breteuil Devereux (n. 1977).

## Baronetti Devereux, di Castle Bromwich (1611)
- Sir Edward Devereux, I baronetto (c. 1550–1622)
- Sir Walter Devereux, II baronetto (1578–1658) (succedette come visconte Hereford nel 1646)